# 米谷 (企業)
株式会社米谷（よねたに）は、大阪市淀川区野中北2-1-22に本社を置く、教材印刷・商業印刷及び ゆめ～る封筒の製造販売元企業。事業内容は企画から印刷・製本・物流の全てに対応した業務の展開、ゆめ～る封筒、デザイン制作、ホームページ制作、SEO対策、キャラクタービジネス、シェアオフィスのレンタル、バンコク日本博 実行委員会、富士山画販売、その他企画。

## 沿革
- 昭和29年9月：米谷正一が大阪市浪速区元町にて米谷印刷所を創立
- 昭和34年9月：現在地の大阪市淀川区三津屋南に移転
- 昭和50年9月：活版印刷からオフセット印刷に移行
- 昭和56年6月：米谷印刷工業株式会社に改組
- 昭和58年4月：四六全判オフセット1／1輪転機導入
- 平成元年10月：輪転印刷工場を建築、輪転機印刷機3台を増設
- 平成3年4月：大阪市浪速区元町に「MYなんばビル」（テナント）を建築
- 平成7年9月：JP(アキヤマ製）菊全両面2色機（2／2）導入
- 平成16年6月：創業50周年記念パーティー（滋賀ダイヤモンドリゾート）
- 平成16年9月：代表取締役会長に米谷正一、代表取締役社長に米谷一俊
- 平成17年7月：プリントショップ部門設立
- 平成17年11月：ゆめ～る封筒製造販売開始
- 平成18年8月：(株)アドプリンティングを合併
- 平成19年5月：ゆめーる封筒が大阪府のグッドデザイン賞を受賞[1]
- 平成20年2月：ゆめーる封筒高速洋型複合機開発導入
- 平成20年7月：ISOT 2008 第17回ステーショナリーオブザイヤーにて ゆめーる封筒が 優秀賞受賞
- 平成21年2月：木田鉄工所リームリフター・勝田製作所製断裁機排紙スタッカー導入
- 平成21年2月：JP（アキヤマ製）菊全両面１色機（1/1）導入　JPシリーズは計4台
- 平成21年7月：ISOT 2009 国際文具紙製製品展にてYUMAILが 機能部門優秀賞受賞
- 平成22年7月：大阪市淀川区野中北2-1-22へ移転
- 平成23年1月：JP（アキヤマ製）四六全判両面1色機（1/1）導入
- 平成23年3月：ゆめ～る封筒新型機導入
- 平成23年4月：アキヤマ製 四六全判2色機（2/0）導入
- 平成24年11月：シェアオフィスYONET（よねっと）開設
- 平成25年4月：JP（アキヤマ製）四六全判両面2色機（2/2）導入
- 平成25年5月：SEO対策・ホームページ制作部門 WEB-YoNet立ち上げ
- 平成25年12月：「フィンガード」製造販売開始
- 平成26年3月：大阪もえしょくプロジェクトの活動開始
- 平成26年6月：兵庫もえしょくプロジェクトの活動開始
- 平成26年7月：京都もえしょくプロジェクトの活動開始
- 平成26年9月：創業60周年記念パーティー
- 平成26年10月：社名を株式会社 米谷に変更
- 平成30年9月：東京都千代田区神田神保町に東京支社開設
- 令和1年：健康ステーション設置
- 令和1年11月：ユタカムラカミ氏　原画展開催　ユタカムラカミ富士山の絵　販売開始
- 令和2年4月：ユタカムラカミ氏　ギャラリーオープン